# L'Abolition
L'Abolition est un livre de Robert Badinter paru en 2000 et décrivant son long combat de 9 ans pour l'abolition de la peine de mort en France. 
Le livre a fait l'objet d'une adaptation dans un téléfilm en deux parties réalisé par Jean-Daniel Verhaeghe en 2009, sous le même titre, L'Abolition.

## Récit
Le livre commence avec l'exécution de Claude Buffet et de Roger Bontems (que Badinter considère comme une injustice puisque Bontems, qui n'avait pas tué, fut condamné pour complicité de crime) pour arriver à son terme avec le vote de l'abolition par le Parlement le 30 septembre 1981, dont il a présenté le projet de loi comme Garde des Sceaux dans le second Gouvernement Mauroy.
C'est le deuxième ouvrage de Robert Badinter sur la peine de mort, après L'Exécution, relatant le procès puis les derniers jours de Buffet et Bontems. Il en écrira un troisième par la suite, intitulé Contre la peine de mort.

## Éditions
- Robert Badinter, L'Abolition, Fayard, Paris, 2000, 326 p.  (ISBN 2-213-60706-0)
- Robert Badinter, L'Abolition, Le Livre de poche (no 15261), Paris, 2002, 286 p.  (ISBN 2-253-15261-7)